# خانم آمریکا
خانم آمریکا (انگلیسی: Mrs. America) یک مجموعه تلویزیونی اینترنتی کوتاه (مینی سریال) درام با بازیگری کیت بلانشت است که توسط داهوی والر در مورد جنبش سیاسی برای تصویب «اصلاحیه حقوق برابر» (The Equal Rights Amendment) ساخته شده است. این مجموعه ۱۵ آوریل ۲۰۲۰ توسط شرکت هولو منتشر شد. این سریال به یکی از سخت‌ترین جنگ‌های فرهنگی دهه ١٩٧٠ پرداخته است و نام هر قسمت برگرفته از نام زنی است که داستان بر محوریت او پیش می‌رود.

## بازیگران
- کیت بلانشت در نقش فیلیس شلفلی
- رز بیرن در نقش گلوریا استاینم
- اوزو ادوبا در نقش شرلی چیزم
- الیزابت بنکس در نقش جیل راکلشائوس
- کایلی کارتر در نقش پملا
- آری گرینر در نقش برندا فیگن
- مارگو مارتیندال در نقش بلا ابزوگ
- تریسی آلمن در نقش بتی فریدان
- ملانی لینسکی در نقش رزماری تامسون
- جان اسلتری در نقش فرد شلفلی
- جین تریپل‌هورن در نقش النور شلفلی
- سارا پلسون در نقش آلیس مکری
- نیسی نش در نقش فلورانس کندی
- جیمز مارسدن در نقش فیل کران